# Günter Schroers

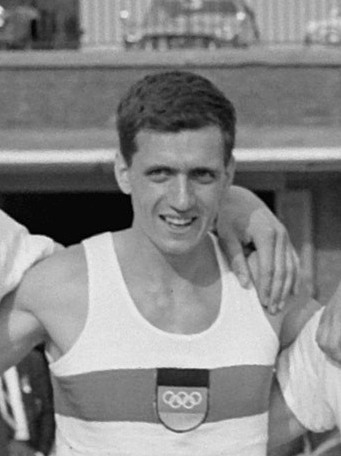
Günter Schroers

Günter Schroers (* 11. Januar 1939 in Flensburg) ist ein ehemaliger deutscher Ruderer.
Günter Schroers vom Ruderclub Germania Düsseldorf 1904 gewann bei den Deutschen Meisterschaften 1959 im Vierer ohne Steuermann zusammen mit Manfred Uellner vom gleichen Verein und Victor Hendrix sowie Manfred Kluth vom Neusser Ruderverein den Titel vor dem Boot aus Kiel und Ratzeburg, das 1958 den Europameistertitel gewonnen hatte; den dritten Platz belegte bei den deutschen Meisterschaften 1959 ein Vierer, der ausschließlich mit Ruderern von Germania Düsseldorf besetzt war. Die deutsche Meister-Crew startete auch bei den Europameisterschaften 1959 und gewann die Silbermedaille hinter dem Boot aus der Schweiz.
Auch 1960 waren die von Theo Cohnen trainierten Düsseldorfer Boote Konkurrenten der Renngemeinschaft aus Kiel und Ratzeburg. So wurde der Düsseldorfer Achter mit Klaus Wegner, Jürgen Litz, Manfred Uellner, Gerd Cintl, Horst Effertz, Claus Heß, Klaus Riekemann, Günter Schroers und Steuermann Michael Obst Vizemeister hinter dem Deutschland-Achter aus Ratzeburg und Kiel, der im gleichen Jahr auch das Olympiafinale gewann. Litz, Cintl, Effertz, Riekemann und Obst gewannen im Vierer mit Steuermann olympisches Gold. Der Düsseldorfer Vierer ohne Steuermann mit Heß, Wegner, Uellner und Schroers belegte bei den Meisterschaften den dritten Rang und konnte sich nicht für die gesamtdeutsche Mannschaft bei den Olympischen Spielen qualifizieren. Schroers fuhr als Ersatzmann für den Vierer mit nach Rom. Dort fiel im Doppelzweier Just Jahn als Partner des Wormsers Heinz Becher aus. Schroers und Becher belegten im olympischen Vorlauf den fünften Platz und schieden als Dritte ihres Hoffnungslaufs aus.
Bei den Deutschen Meisterschaften 1961 siegten im Vierer ohne Steuermann Klaus Wegner, Manfred Uellner, Klaus Riekemann und Günter Schroers. Bei den Europameisterschaften gewann dieses Boot die Bronzemedaille hinter den Teams aus Italien und aus der UdSSR. 1962 waren Günter Schroers und Horst Effertz Vizemeister im Zweier ohne Steuermann hinter Günther Zumkeller und Dieter Bender, die auch den Titel bei den Weltmeisterschaften erkämpften. 1964 gewannen Schroers und Effertz den deutschen Meistertitel im Vierer ohne Steuermann zusammen mit Manfred Misselhorn und Albrecht Müller. Bei den Europameisterschaften 1964 siegte diese Crew vor den Dänen und den Italienern. Der deutsche Vierer war damit auch Favorit für die olympische Regatta in Tokio. Dort siegten die Dänen, die deutsche Crew erreichte zwar das Finale, kam aber mit den Windverhältnissen nicht zurecht und belegte den sechsten Platz.
1967 wurde Günter Schroers das Silberne Lorbeerblatt verliehen.